# Universitat d'Amsterdam
|  | No s'ha de confondre amb Universitat Lliure d'Amsterdam. |

La Universitat d'Amsterdam (en neerlandès: Universiteit van Amsterdam, UvA) és una institució d'educació superior pública a la ciutat d'Amsterdam, Països Baixos.
Va ser fundada el 1632 per autoritats municipals, i és la tercera universitat més antiga del país. És una de les universitats de recerca més grans d'Europa. El 2013 tenia 31186 estudiants, 4794 funcionaris, 1340 estudiants de doctorat i un pressupost anual de 600 milions d'euros. Està dividida en set facultats: Humanitats, Ciències Socials i de la Conducta, Economia i Negocis, Ciència, Dret, Medicina i Odontologia.
S'hi han graduat sis Premis Nobel i cinc primers ministres dels Països Baixos. El 2014, va ser catalogada com la 50a universitat al món, 15a a Europa, i primera als Països Baixos en la classificació mundial d'universitats QS.